# ديزي غودوين
ديزي غودوين (بالإنجليزية: Daisy Goodwin)‏ (19 ديسمبر 1961، سانت بانكراس في المملكة المتحدة)؛ منتجة تلفزيونية، كاتِبة وروائية بريطانية. درست في كلية الثالوث.

## روابط خارجية
- ديزي غودوين على موقع IMDb (الإنجليزية)
- ديزي غودوين على موقع قاعدة بيانات الفيلم (الإنجليزية)